# Plethodon cinereus
Kỳ giông lưng đỏ (Danh pháp khoa học: Plethodon cinereus) là một loài kỳ giông trong họ Plethodontidae (kỳ giông không phổi). Đây là loại kỳ nhông rừng nhỏ, cứng cáp. Nó sống ở những dốc núi rừng ở phía đông Bắc Mỹ, phía tây đến Missouri, phía Nam đến Bắc Carolina, và phía bắc từ nam Quebec và các tỉnh Maritime thuộc Canada đến Minnesota. Nó còn được biết đến với tên gọi là kỳ giông đỏ vì có khả năng bảo vệ bằng lớp da đỏ hoặc là loài kỳ nhông có màu đỏ ở phía bắc để phân biệt nó với loài lưỡng cư ở miền Nam (Plethodon serratus). Đây là một trong 55 loài thuộc chi Plethodon.

## Đặc điểm
Loài kỳ nhông lưng đỏ là một con kỳ nhông trên mặt đất có kích thước nhỏ (từ 5,7 đến 10,0 cm) thường sống ở các khu rừng dưới đá, gỗ tròn, vỏ cây và các mảnh vụn khác. Đây là một trong số rất nhiều con kỳ nhông trong phạm vi của nó. Da của những con kỳ nhông có màu đỏ được tìm thấy có chứa Lysobacter gummosus, một loại vi khuẩn epibiotic sinh ra chất 2,4-diacetylphloroglucinol và ức chế sự phát triển của một số loại nấm gây bệnh. Loài này chủ yếu ăn những động vật không xương sống nhỏ.

## Tập tính
Con đực và con đực thường tạo ra các vùng đất để kiếm ăn và /hoặc giao phối riêng biệt dưới đá và các khúc gỗ. Tuy nhiên, một số loài kỳ giông đỏ được cho là thực hiện chế độ một vợ một chồng và có thể duy trì các vùng lãnh thổ được áp dụng trong suốt thời kỳ hoạt động của chúng. Mùa sinh sản diễn ra vào tháng 6 và tháng 7. Con cái đẻ từ 4 đến 17 quả trứng trong một năm. Các trứng nở trong sáu đến tám tuần. Ở một số khu vực có môi trường sống tốt, những con kỳ nhông này rất nhiều, mật độ dân số của chúng có thể vượt quá 1.000 con/mẫu Anh. Công viên Tiểu bang Pokagon ở Indiana là một trong những nơi đó.